# MissMatch
Le MissMatch erano un duo musicale svedese attivo fra il 2006 e il 2008 e formato da Emma Göransson e Carin Ekroth.

## Carriera
Le MissMatch sono salite alla ribalta con la loro partecipazione a Melodifestivalen 2007, il festival musicale annuale utilizzato come selezione del rappresentante svedese per l'Eurovision Song Contest. Hanno presentato il loro singolo di debutto Drop Dead, senza però qualificarsi per la finale. Il brano ha raggiunto la 21ª posizione nella classifica svedese, risultato battuto dal singolo successivo Breathe In Breathe Out, che è salito fino al 12º posto. Entrambe le canzoni sono contenute nell'album di debutto delle MissMatch, Just Push Play, uscito a marzo 2007.

## Discografia

### Album in studio
- 2007 – Just Push Play

### Singoli
- 2007 – Drop Dead
- 2007 – Breathe In Breathe Out